# Taifa Melilla
De taifa Melilla was een Taifa die zich gedurende de periode 1030-1079 bevond in Melilla (nu een Spaanse exclave aan de Middellandse Zee bij de stad Nador) en omgeving, in een deel van het latere Marokko.
Het werd onafhankelijk van het kalifaat Córdoba in 1030.
- 1063-1064 geregeerd door koning Yahya III.
- 1066 bestuurt de Cabo de Tres Forcas/Ras Tileta Madari, kaap in de Middellandse Zee bij Melilla.
- 1067 bezocht door Abbu Obeid de Bekri.

In 1079 viel het Almoravidenrijk de taifa binnen.